# Lewski Płowdiw
Lewski Płowdiw (bułg. СК Левски (Пловдив)) – bułgarski klub piłkarski, mający siedzibę w mieście Płowdiw, w środkowej części kraju, działający w latach 1920–1947.

## Historia
Chronologia nazw:
- 1920: SK Rekord Płowdiw (bułg. СК [Спортен клуб] Рекорд (Пловдив))
- 1923: SK Trakijska Sława Płowdiw (bułg. СК Тракийска слава (Пловдив))
- 01.07.1928: SK Lewski Płowdiw (bułg. СК Левски (Пловдив)) – po fuzji z Benkowski-Pobeda 25
- 1944: ŻSK-Lewski Płowdiw (bułg. ЖСК-Левски (Пловдив)) – po fuzji z ŻSK Płowdiw
- 23.12.1945: NFD Lewski Płowdiw (bułg. НФД [Народно физкултурно дружество] Левски (Пловдив)) – po rozpadzie fuzji
- 12.1945: NFD Lewski Płowdiw (bułg. НФД Левски (Пловдив)) – po fuzji z Septemwri Płowdiw
- 15.10.1947: NFD Lewski-Udarnik Płowdiw (bułg. НФД Левски-Ударник (Пловдив)) – po fuzji z Udarnik Płowdiw
- 15.12.1947: klub rozwiązano

Klub sportowy Rekord został założony w Płowdiwie w 1920 roku przez grupę byłych członków klubu Botew Płowdiw, którzy w wyniku sporów odłączyli się od nich. W 1920 roku rozegrano pierwsze nieoficjalne mistrzostwa miasta, które zdobył Botew. W 1923 roku klub zmienił nazwę na Trakijska Sława.
Pierwsze mistrzostwa Bułgarskiego Związku Piłki Nożnej miały zostać rozegrane w 1924 roku, jednak ze względu na różnice między zespołami w półfinałach rozgrywki nie zostały zakończone, a zwycięzca nie został wyłoniony. Od 1925 mistrzostwa rozgrywane są systemem pucharowym, do których kwalifikowały się zwycięzcy regionalnych oddziałów. 
W 1927 roku klub został mistrzem Płowdiwskiego Obwodu Sportowego, jednak turniej finałowy na szczeblu centralnym z różnych przyczyn nie został rozegrany. 1 lipca 1928 roku klub połączył się z Benkowski-Pobeda 25 i przyjął nazwę Lewski. W tym samym roku zespół został ponownie mistrzem obwodu. W finałowej części mistrzostw o tytuł mistrza kraju klub już w półfinale przegrał 0:4 ze Sławią Sofia. Na kolejny start w finałach trzeba było czekać ponad dekadę. W 1941 roku zespół zajął drugie miejsce w południowo-bułgarskiej dywizji piłkarskiej, dając prawo do udziału w mistrzostwach kraju. W pierwszej rundzie wyeliminował Hadżi Sławczew Pawlikeni, wygrywając 4:1 i 0:1. W ćwierćfinale dopiero po czwartym meczu (0:0, 2:2, 1:1, 3:2) pokonał Car Krum Biała Słatina, ale w półfinale znów przegrał 0:3, 0:2 ze Sławią Sofia. W 1943 roku już jako mistrz Płowdiwskiego Obwodu Sportowego, najpierw w drugiej rundzie wygrał 3:1, 2:1 z ŻSK Skopje (w pierwszej rundzie wylosował awans bez gry), w ćwierćfinale zwyciężył w dwumeczu 6:1, 1:3 z ŻSK Ruse, ale ponownie w półfinale przegrał 1:3, 0:2 z Lewskim Sofia.
W 1944 roku klub połączył się z ŻSK Płowdiw, zmieniając nazwę na ŻSK-Lewski. 
23 grudnia 1945 roku członkowie klubu odrzucili propozycję nowych członków od ŻSK zmiany nazwy na Łokomotiw Płowdiw, po czym kolejarze opuścili klub i przywrócono starą nazwę Lewski. W tym samym roku 1945 klub połączył się z Septemwri Płowdiw przyjmując nazwę NFD Lewski.
W 1947 jako wicemistrz Płowdiwskiego Obwodu Sportowego po raz czwarty zakwalifikował się do turnieju finałowego. W rundzie pierwszej i ćwierćfinale pokonał z jednakowym wynikiem 2:1 kolejno Łokomotiw Stara Zagora i Benkowski Widyń, ale podobnie jak w poprzednio w półfinale przegrał 0:4, 1:5 z Lewskim Sofia.
Klub istniał samodzielnie do 15 października 1947 roku, a potem połączył się z miejscowym rywalem Udarnik Płowdiw, zmieniając nazwę na Lewski-Udarnik. 15 grudnia 1947 klub został zamknięty, a na jego fundamentach powstał Spartak Płowdiw.

## Barwy klubowe, strój, herb, hymn
|  |  |

Klub ma barwy czarno-białe. Piłkarze domowe spotkania zazwyczaj grają w pasiastych pionowo czarno-białych koszulkach, czarnych spodenkach oraz czarnych getrach.

## Sukcesy

### Trofea międzynarodowe
Do chwili obecnej klub jeszcze nigdy nie zakwalifikował się do rozgrywek europejskich.

### Trofea krajowe
| \| \| Zdobyte trofea w rozgrywkach Bułgarii (stan na: 31-05-2021) \| |                                                             |      |                               |
| Rozgrywki                                                            | Osiągnięcie                                                 | Razy | Sezon(y)                      |
| · Mistrzostwo                                                        | I miejsce                                                   | 0    |                               |
| · Mistrzostwo                                                        | II miejsce                                                  | 0    |                               |
| · Mistrzostwo                                                        | III miejsce                                                 | 0    |                               |
| · Mistrzostwo                                                        | półfinalista                                                | 1    | 1928, 1941, 1943, 1947        |
| Puchar                                                               | zdobywca                                                    | 0    |                               |
| Puchar                                                               | finalista                                                   | 0    |                               |
| II liga                                                              | I miejsce                                                   | 0    |                               |
| II liga                                                              | II miejsce                                                  | 1    | 1941 (Jużnobyłgarska diwizia) |
| II liga                                                              | III miejsce                                                 | 0    |                               |
| Bułgaria                                                             | Zdobyte trofea w rozgrywkach Bułgarii (stan na: 31-05-2021) |      |                               |

- Gradsko pyrwenstwo na Płowdiw i Płowdiwskata sportna obłast:
  - mistrz (3): 1926/27, 1927/28, 1942/43
  - wicemistrz (1): 1946/47

## Poszczególne sezony

### Rozgrywki międzynarodowe

#### Europejskie puchary
Nie uczestniczył w rozgrywkach europejskich.

### Rozgrywki krajowe
| \| Bułgaria \| Bilans występów klubu w rozgrywkach piłkarskich Bułgarii (Stan na 31 maja 2021 r.) \| \| |                                                                                       |        |       |   |   |   |    |    |     |                        |        |        |      |
| Poziom                                                                                                  | Rozgrywki                                                                             | Sezony | Mecze | Z | R | P | B+ | B– | Pkt | Lata                   | Awanse | Spadki | Naj. |
| I | Dyrżawno pyrwenstwo / Nacionałna futbołna diwizija / Republikansko pyrwenstwo / A PFG | 4      |       |   |   |   |    |    |     | 1928, 1941, 1943, 1947 | 0      | 4      | 1/2  |
| II | B RPG / Wtora PFG / Pyrwa PFL / B PFG / Wtora PFL                                     | 24     |       |   |   |   |    |    |     | 1923–1947              | 4      | 0      | 1    |
| III | W PFG / Treta amatorska futbołna liga                                                 | 0      |       |   |   |   |    |    |     |                        | 0      | 0      |      |
| IV | Obłastna futbołna grupa                                                               | 0      |       |   |   |   |    |    |     |                        | 0      | 0      |      |
| | Puchar Bułgarii                                                                       | 0      |       |   |   |   |    |    |     |                        | 0      | 0      |      |
| Bułgaria                                                                                                | Bilans występów klubu w rozgrywkach piłkarskich Bułgarii (Stan na 31 maja 2021 r.)    |        |       |   |   |   |    |    |     |                        |        |        |      |

## Struktura klubu

### Stadion
Klub piłkarski rozgrywał swoje mecze domowe na stadionie Lewski w Płowdiwie, który może pomieścić 7.000 widzów.

## Kibice i rywalizacja z innymi klubami

### Derby
- Botew Płowdiw
- Łokomotiw Płowdiw (jako Sportklub, SP-45, Sławia, Sławia-Czengełow)
- Marica Płowdiw
- Parczewicz Płowdiw
- Pobeda Płowdiw
- Sokoł Płowdiw
- ŻSK Płowdiw